# Dirk Spannuth
Dirk Spannuth (* 16. August 1967) ist ein ehemaliger deutscher Fußballspieler.

## Werdegang
Der Stürmer Dirk Spannuth begann seine Karriere beim TuS Kleinenbremen in Porta Westfalica und wechselte später über den FC Gohfeld zu Werder Bremen. Ohne Einsatz in der Profimannschaft wechselte Spannuth im Jahre 1988 zum Oberligisten TSV Havelse, mit dem er zwei Jahre später in die 2. Bundesliga aufstieg. In 31 Zweitligaspielen erzielte Spannuth vier Tore, konnte damit aber den Abstieg seiner Mannschaft nicht verhindern. Nach dem verpassten Wiederaufstieg ging er zum SC Paderborn 07, mit dem er 1994 Meister der Oberliga Westfalen wurde aber den Aufstieg in die 2. Bundesliga verpasste. In der Saison 1996/97 spielte Spannuth noch für Rot-Weiß Oberhausen, bevor er ab 1997 seine Karriere beim SC Herford ausklingen ließ.

## Erfolge
- 1991: Aufstieg in die 2. Fußball-Bundesliga mit TSV Havelse
- 1994: Meister Oberliga Westfalen (seinerzeit 3. höchste Liga) mit SC Paderborn 07